# Pål Grotnes
Pål Grotnes (* 7. März 1977 in Lørenskog) ist ein ehemaliger norwegischer Eishockeytorwart.

## Karriere
Pål Grotnes begann seine Karriere als Eishockeyspieler in der Nachwuchsabteilung des schwedischen Erstligisten Västra Frölunda HC, bei dessen Profimannschaft er von 1995 bis 1997 als dritter Torwart fungierte, jedoch weder in der Elitserien noch in der European Hockey League zum Einsatz kam. Die Saison 1997/98 beendete der Torwart beim IF Mölndal Hockey in der damals noch drittklassigen Division 2. Anschließend spielte er mehr als vier Jahre in seiner norwegischen Heimat für Stjernen Hockey in der norwegischen Eliteserien und entwickelte sich dort zum Stammtorhüter. Den Großteil der Saison 2002/03 verbrachte er beim Clermont-Auvergne Hockey Club in der französischen Ligue Magnus. 
Von 2003 bis 2006 stand Grotnes für die Halmstad Hammers und Växjö Lakers Hockey aus der HockeyAllsvenskan, der zweiten schwedischen Spielklasse, zwischen den Pfosten. Anschließend kehrte er in die GET-ligaen nach Norwegen zurück, wo er zwei Jahre lang beim IK Comet unter Vertrag stand. 2008 erreichte er mit Comet das erste Mal in der Vereinsgeschichte das Playoff-Halbfinale. Von 2008 bis 2013 lief Pål Grotnes für seinen Ex-Club Stjernen Hockey auf. 

### International
Für Norwegen nahm Grotnes an B-Weltmeisterschaft 2005 sowie den A-Weltmeisterschaften 2006, 2007, 2008, 2009, 2010, 2011 und 2012 teil. Des Weiteren stand er im Aufgebot seines Landes bei den Olympischen Winterspielen 2010 in Vancouver und zuvor bei der Qualifikation zu diesen.

## Erfolge und Auszeichnungen
- 1995 Meister der J20-Superelit mit Västra Frölunda HC
- 2005 Aufstieg in die Top-Division bei der Weltmeisterschaft der Division I
- 2010 Top-3-Spieler bei der Weltmeisterschaft